# سند محمد بن سلمان
سند محمد بن سلمان برنامج أطلقه ولي العهد السعودي الأمير محمد بن سلمان في 30 ديسمبر 2018، ويهدف إلى تلمّس احتياجات فئات المجتمع المختلفة، والمساندة لتحقيق التنمية والازدهار، وصل عدد المستفيدين من المبادرة 10000 مستفيد منذ إطلاق البرنامج حتى مايو 2019 ليصل إجمالي المبالغ 200 مليون ريال.

## الأهداف
- تلمس حاجات فئات المجتمع المختلفة.
- وضع أطر وقواعد لمبادرات الأمير محمد بن سلمان الخيرية الموجهة للمجتمع السعودي.
- جمع المبادرات ضمن حقل موحد.
- توجيه المبادرات للفئات المختلفة وفقًا لنوعيتها بما يكرس التنمية الفاعلة.
- تحقيق العيش الكريم وضمان توفير التنمية المجتمعية.

## يعمل على
- تعزيز المعرفة والتوعية.
- تنمية المجتمع وأفراده.
- تركيز الأثر الفاعل للمنافع التي يسعى البرنامج إلى تحقيقها.
- ضمان استدامة أثر العطاء على المجتمع دون الاقتصار على العطاء المباشر.

## سند الزواج
هي أولى مبادرات البرنامج، مخصصة للمتزوجين حديثاً لتخفيف أعباء الزواج وتعزيز الوعي المعرفي بآليات مبتكرة، وتهدف إلى:
1. تحقيق مبادئ الاستقرار الأسري.
2. حث الشباب على الزواج.
3. تحفيز غير القادرين لتمكينهم من بناء أسرهم.
4. تدعيم أواصر الاستقرار الاجتماعي وتحقيق السعادة لهم..

## سند طيف التوحد
تهدف مبادرة طيف التوحد إلى تشخيص المصابين وتأهليهم وتدريبهم بهدف الاندماج بالمجتمع ورفع ثقتهم بالنفس والاعتماد على الذات إضافة لإرشادات لتوعية أسرهم وتوفير فرصاً للعمل ، كما تهدف المبادرة إلى عمل جلسات فردية لعلاج مشكلات الكلام والتعبيرية.